# Emiliasaura
Emiliasaura (podle Emilie Ondettie de Fix, zakladatelky prvního muzea v Las Lajas) byl rod býložravého ptakopánvého dinosaura, žijícího v období rané křídy (věk valangin, asi před 140 až 136 miliony let) na území současné Argentiny (provincie Neuquén).

## Objev a popis

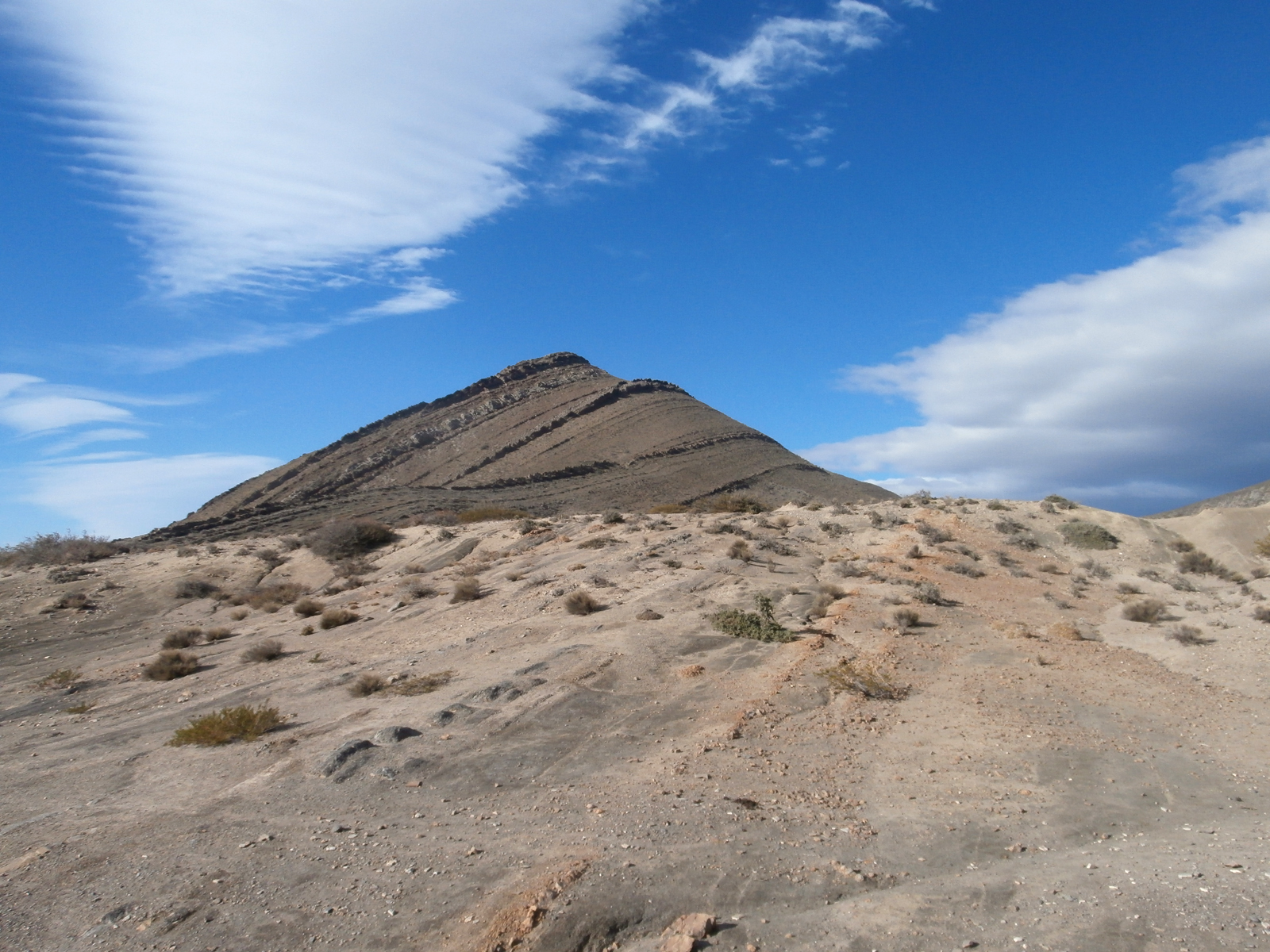
Výchozy geologického souvrství Mulichinco, v němž byly fosilie rodu Emiliasaura objeveny.

Typový exemplář nese označení MLL-Pv-001 a jedná se o nekompletní kostru (v podobě kostí končetin, pánve a ocasních obratlů), objevenou v sedimentech geologického souvrství Mulichinco (stáří 140 až 136 milionů let). Formálně byl typový druh Emiliasaura alessandrii popsán v říjnu roku 2024. Druhové jméno je poctou objeviteli fosilie, kterým je Carlos Alessandri. Ze stejného souvrství byly již dříve popsány dva druhy dinosaurů (nemluvě o množství dosud nepopsaných dinosauřích fosilií), a sice dikreosauridní sauropod druhu Pilmatueia faundezi (2019) a karcharodontosauridní teropod druhu Lajasvenator ascheriae (2020). Kromě toho jsou odtud známé četné fosilie rostlin a bezobratlých živočichů.

## Zařazení a význam
Pravděpodobně se jednalo o rabdodontidního iguanodonta (býložravého ornitopodního dinosaura), tedy zástupce kladu Rhabdodontomorpha, podobně jako blízce příbuzné evropské rody Telmatosaurus a Zalmoxes. Podobně mohl vypadat také malý český ornitopod druhu Burianosaurus augustai, ačkoliv žil zhruba o 40 milionů let později. Blízce příbuznými taxony k rodu Emiliasaura byly podle provedené fylogenetické analýzy rody Muttaburrasaurus, Tenontosaurus, Rhabdodon a Zalmoxes.
Jedná se o první fosilie zástupce kladu Rhabdodontomorpha na území Jižní Ameriky. Emiliasaura je také nejstarším a vývojově nejprimitivnějším zástupcem této vývojové větve ptakopánvých dinosaurů. Nález také dokládá, že tato skupina byla výrazně geograficky rozšířenější, než si doposud vědci mysleli.